# Inge Aicher-Scholl
Inge Aicher-Scholl (11 de agosto de 1917, Ingersheim-Altenmünster (pertence hoje a Crailsheim) — 4 de setembro de 1998, Leutkirch im Allgäu) foi uma escritora alemã que, em sua juventude, participou do movimento antinazista Rosa Branca. Casou-se com o designer e tipográfo Otl Aicher e juntos fundaram a Escola de Ulm.